# О-Савіньяо
О-Савіньяо (гал. O Saviñao, ісп. Saviñao) — муніципалітет в Іспанії, у складі автономної спільноти Галісія, у провінції Луго. Населення — 4570 осіб (2009).
Муніципалітет розташований на відстані близько 410 км на північний захід від Мадрида, 34 км на південь від Луго.
Муніципалітет складається з наступних паррокій: Абуїме, А-Броса, Чаве, А-Кова, Діомонді, Ейрешафейта, Фіон, Фреан, А-Лаше, Лісін, Лоуредо, Маррубе, Моурелос, Оусенде, Піньєйро, Ребордаос, Рейріс, Росенде, Сан-Вітойро-де-Рібас-де-Міньйо, Санто-Естево-де-Рібас-де-Міньйо, Сеган, Сетевентос, Собреда, Вілакаїс, Вілаестева, Віласанте, Вілатан, Вілелос, Шувенкос.

## Демографія
Динаміка населення (INE ):

## Галерея зображень

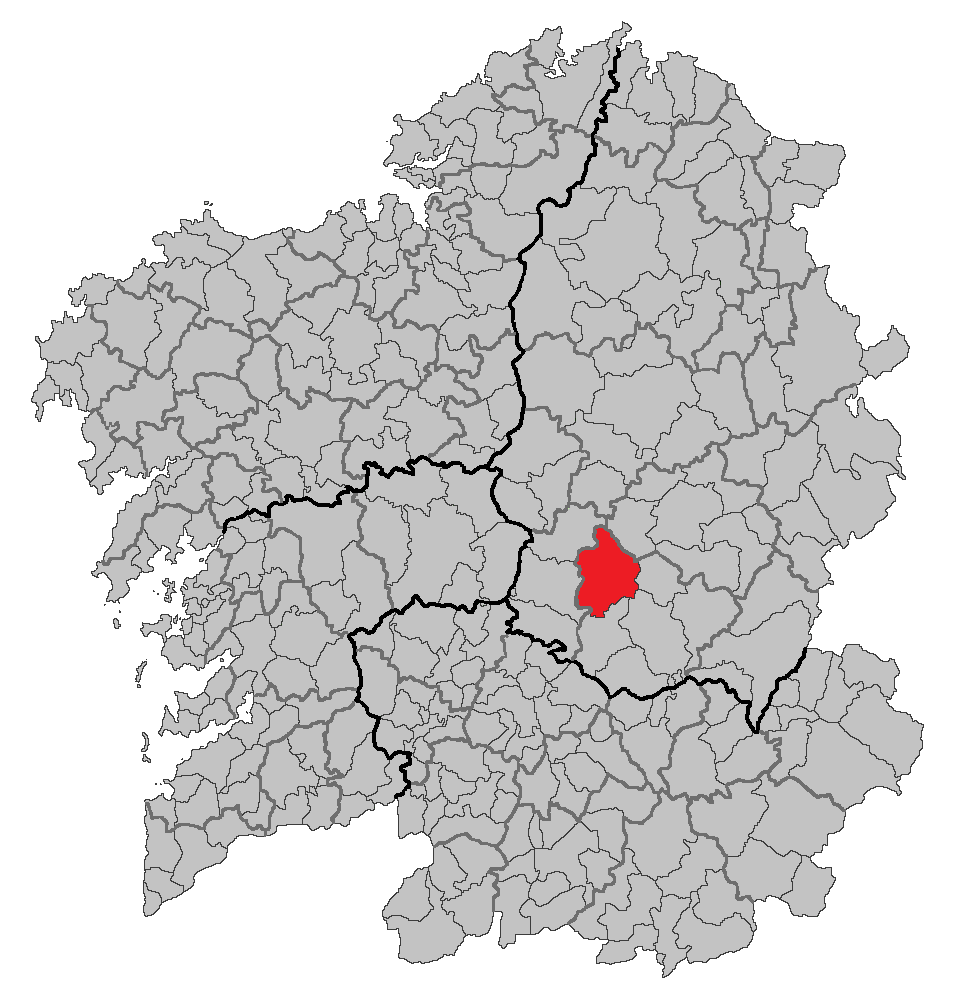
Розташування муніципалітету

## Парафії
Муніципалітет складається з таких парафій: 

## Релігія
О-Савіньяо входить до складу Лугоської діоцезії Католицької церкви.